# کنجی اوگیوارا

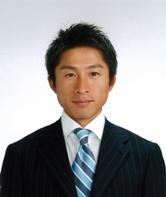
کنجی اوگیوارا

کنجی اوگیوارا (انگلیسی: Kenji Ogiwara؛ زادهٔ ۲۰ دسامبر ۱۹۶۹) اسکی‌باز اهل ژاپن است.